# ژان لوئیس گارسیا
ژان لوئیس گارسیا (انگلیسی: Jean-Louis Garcia؛ زادهٔ ۲۰ سپتامبر ۱۹۶۲) بازیکن فوتبال اهل فرانسه است.
از باشگاه‌هایی که در آن بازی کرده‌است می‌توان به باشگاه فوتبال نانت، آ.اس موناکو، باشگاه فوتبال کن، و باشگاه فوتبال نانسی اشاره کرد.